# Het Houten Stadion
L'Het Houten Stadion (lo "stadio di legno") di Amsterdam è stato uno stadio di calcio utilizzato dall'Ajax per le gare di campionato dal 1907 al 1934, e poco dopo demolito.